# Iguanodectes geisleri
Espèce
Iguanodectes geisleri est une espèce de poissons de la famille des Iguanodectidae. Aquarium Glaser, principal importateur de poissons tropicaux a suggéré le nom vernaculaire anglais de "Threebanded lizard tetra", littéralement en français « Tétra lézard à trois bandes ».

## Répartition géographique
Cette espèce de poisson est endémique d'Amérique du sud. Elle se rencontre dans les bassins et rivières de Madeira, rio Negro, et Orinoco (Venezuela). Le Rio Jufaris, Igarapé de Parica, au Brésil est la localité type, un affluent dans le bassin milieu du Rio Negro.

## Habitat
Cette espèce peuple les Eaux noires de son aire de répartition. L'eau est acide, avec un pH de 4,8 à 6,8, la dureté totale très faible (GH < 3) et la température peut se situer entre 20 et 26 °C. Grégaire, il se rencontre toujours en groupe de plusieurs individus.

## Description
Iguanodectes geisleri est une petite espèce de poisson assez rare au corps fuselé et de assez petite taille. Il possède un fond de coloration vert/olive avec deux bandes longitudinales plus sombres, une rouge au-dessus d'une verte plus sombre que le corps. Une troisième bande plus claire souvent de couleur jaunâtre est présente en les deux plus sombre. Une tache pigmentée de noir est le plus souvent visible à la base de la nageoire caudale. La nageoire adipeuse est présente. Les nageoires pelviennes et dorsales prennent leur base a la même hauteur. La nageoire anale est assez large. Toutes sont translucides, mais légèrement pigmentées de rouge chez les mâles adultes.

## Étymologie
Iguanodectes: signifie "mordeur Iguana", se référant à la structure des dents. Espèce geisleri: nom de dévouement pour Rolf Geisler (1925-2012). Iguanodectes: Arawak, Iwana = le nom d'un lézard ; cité par Christophe Colomb et qui a donné aussi le nom de l'île de "Guanahani" en 1492.

## Aquarium
L'Aquarium du palais de la Porte Dorée détient un petit groupe de Iguanodectes geisleri (vidéo). Ils sont maintenus dans une petite cuve d'environ 200 litres et en compagnie de quelques poissons characiformes de taille similaires et petites crevettes d'eau douce du genre Caridina. Ils sont aisément observables lors d'une promenade dans l'Aquarium.

## Bibliothèque
- Axelrod, Herbert Richard (1996): Exotic Tropical Fishes. T.F.H. Publications.  (ISBN 0-87666-543-1).
- Eschmeyer, William N.: Genera of Recent Fishes. California Academy of Sciences. San Francisco, Californie, États-Unis. iii + 697.  (ISBN 0-940228-23-8) (1990).
- Eschmeyer, William N., ed. 1998. Catalog of Fishes. Special Publication of the Center for Biodiversity Research and Information, núm. 1, vol. 1-3. California Academy of Sciences. San Francisco, Californie, États-Unis. 2905.  (ISBN 0-940228-47-5).
- Géry, J. 1977. Characoids of the world. T.F.H. Publications, Inc., New Jersey. 672 p.
- Géry, J. 1993. Description de trois espèces nouvelles du genre Iguanodectes (Poissons, Characiformes, Characidae), avec quelques données récentes sur les autres espèces. Revue française d'Aquariologie Herpetologie v. 19 (núm. 4) for 1992: 97-106.
- Helfman, G., B. Collette i D. Facey: The Diversity of Fishes. Blackwell Science, Malden, Massachusetts (Estats Units), 1997.  (ISBN 1405124946).
- Lima, F.C.T., L.R. Malabarba, P.A. Buckup, J.F. Pezzi da Silva, R.P. Vari, A. Harold, R. Benine, O.T. Oyakawa, C.S. Pavanelli, N.A. Menezes, C.A.S. Lucena, M.C.S.L. Malabarba, Z.M.S. Lucena, R.E. Reis, F. Langeani, L. Cassati i V.A. Bertaco 2003. Genera Incertae sedis in Characidae. p. 106-168. A R.E. Reis, S.O. Kullander i C.J. Ferraris, Jr. (eds.) Checklist of the Freshwater Fishes of South and Central America. Porto Alegre: EDIPUCRS, Brésil.
- Mills, D. i G. Vevers 1989. The Tetra encyclopedia of freshwater tropical aquarium fishes. Tetra Press, New Jersey. 208 p.
- Moreira, C. 2003. Characidae - Iguanodectinae (Characins, tetras). p. 172-181. A R.E. Reis, S.O. Kullander i C.J. Ferraris, Jr. (eds.) Checklist of the Freshwater Fishes of South and Central America. Porto Alegre: EDIPUCRS, Brésil.
- Moyle, P. i J. Cech.: Fishes: An Introduction to Ichthyology, 4a. edició, Upper Saddle River, New Jersey, États-Unis: Prentice-Hall. Any 2000.  (ISBN 0130112828).
- Nelson, J. S. 2006: Fishes of the world. Quarta edició. John Wiley & Sons, Inc. Hoboken, New Jersey, États-Unis. 601 p.  (ISBN 0471250317).
- Taphorn, D., R. Royero, A. Machado-Allison i F. Mago Leccia 1997. Lista actualizada de los peces de agua dulce de Venezuela. p.55-100. A E. La Marca (ed.) Catálogo zoológico de Venezuela. vol. 1. Vertebrados actuales y fósiles de Venezuela. Museo de Ciencia y Tecnología de Mérida, Venezuela.
- Toledo-Piza, M. 2000. Two new Heterocharax species (Teleostei: Ostariophysi: Characidae), with a redescription of Heterocharax macrolepis. Ichthyol. Explor. Freshwat. 11(4):289-304.
- Wheeler, A.: The World Encyclopedia of Fishes, 2a. edició, Londres: Macdonald. Any 1985.  (ISBN 0356107159).